# Суперкубок В'єтнаму з футболу 2017
Суперкубок В'єтнаму з футболу 2017  — 19-й розіграш турніру. Матч відбувся 24 лютого 2018 року між чемпіоном В'єтнаму клубом Куангнам та володарем кубка В'єтнаму клубом Сонглам Нгеан.
| Володар Суперкубка В'єтнаму 2017 |
| -------------------------------- |
|                                  |
| Куангнам Перший титул            |

## Матч

### Деталі
| 24 лютого 2018 11:00 (EEST) |

| Куангнам        | 1:0      | Сонглам Нгеан |
| --------------- | -------- | ------------- |
| Тіаго Папел 42' | Протокол |               |

| Хангдай, Ханой Глядачів: 15 000 Арбітр: Нгуєн Хієн Трієт |